# Żaba pirenejska
Żaba pirenejska (Pelophylax perezi) – gatunek płaza bezogonowego z rodziny żabowatych (Ranidae). Wcześniej była traktowana jako podgatunek żaby śmieszki, dopiero w 2006 roku została wyodrębniona jako osobny gatunek.

## Występowanie
Występuje na Półwyspie Iberyjskim i w południowej Francji; występuje również na Balearach, Wyspach Kanaryjskich i Maderze, gdzie zostały introdukowane sztucznie.
Zamieszkuje w zasadzie we wszystkich rodzajach zbiorników wodnych, zarówno stojących, jak również wolno płynących. Przebywa również na terenach zalewowych i terenach bagiennych. Na lądzie przebywają najczęściej osobniki młode, które wędrują w poszukiwaniu zbiorników wodnych do osiedlenia.

## Opis
Jest to niewielka żaba wyglądem przypominająca żabę śmieszkę, ale znacznie mniejsza, gdyż samica osiąga tylko 8 cm długości a samce – 7 cm. Największe zaobserwowane osobniki miały 10 cm. Głowa duża, oczy szeroko rozstawione, wysoko na głowie. Skóra jest gładka lub lekko szorstka. Wyraźnie zaznaczone fałdy grzbietowo-boczne. Łapy są dobrze rozwinięte.
Ubarwienie zmienne. Grzbiet zwykle zielony, ale także brązowy lub szarawy do ciemnoszarego. Wzdłuż kręgosłupa żółty lub zielony pasek, po obu stronach paska rząd nieregularnych prostokątnych plam. Brzuch białawy z licznymi nieregularnymi ciemnymi plamkami.

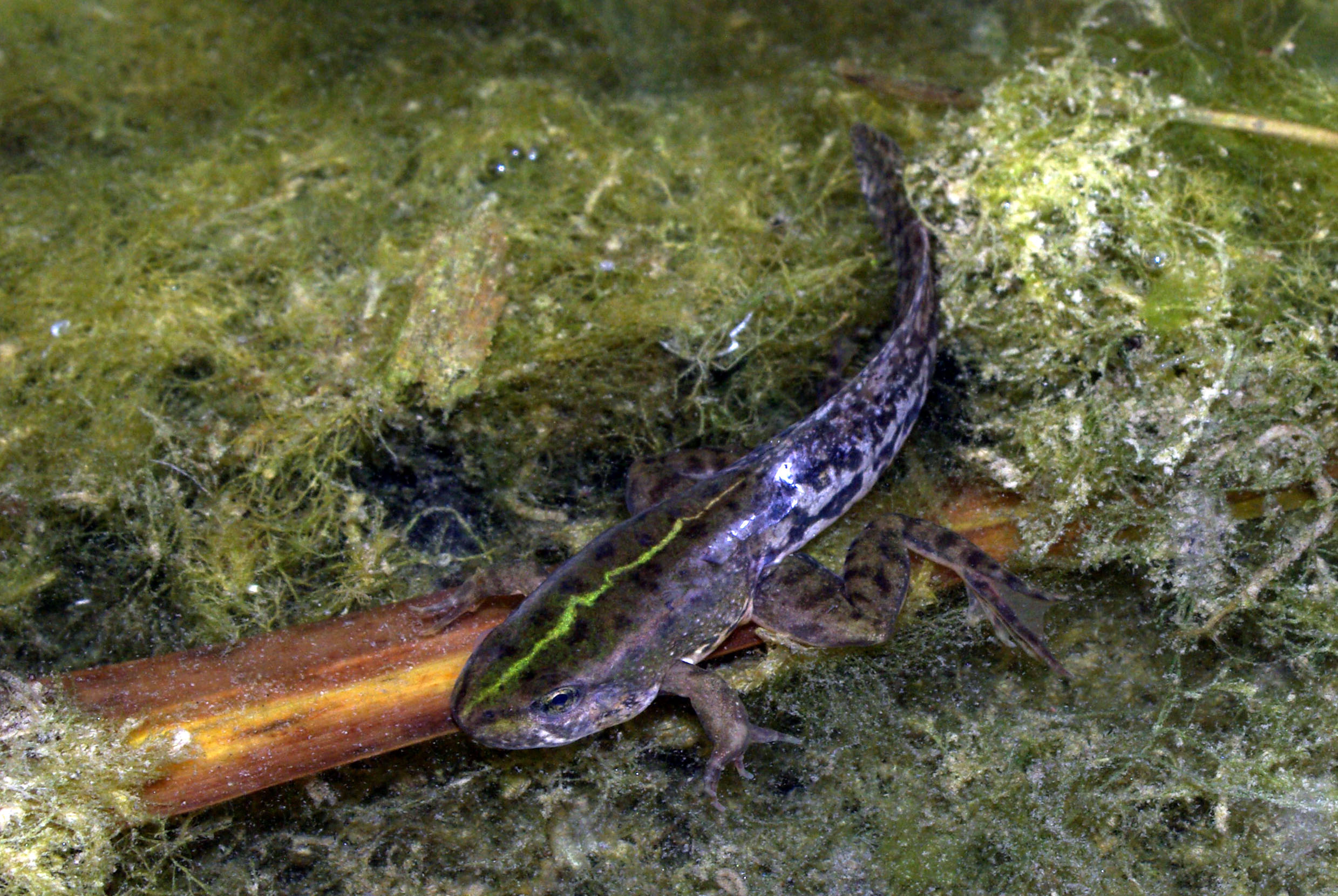
Kijanka w okresie przeobrażenia w dorosłego osobnika

## Tryb życia
Żaba ta w zasadzie cały czas spędza w wodzie, tylko młode osobniki po osiągnięciu dojrzałości płciowej wychodzą na ląd w celu znalezienia nowych siedlisk. Pożywieniem ich są owady, ale także dżdżownice, pająki, a także drobne skorupiaki. W okresie od listopada do lutego/marca zapadają w stan hibernacji.
Rozród odbywa się w okresie od lutego do czerwca. Rozwój zarodków i kijanek trwa od dwóch do czterech miesięcy, co zależy od temperatury wody, w której przebywają. Młode osobniki osiągają dojrzałość płciową w zasadzie w pierwszym roku życia.